# Тусун-паша
Тусун-паша, Тусун-бей, Ахмет Тусун-паша (1794 — 28 сентября 1816) — старший сын Мухаммеда Али-паши, первого вали Египта (1805—1848). Мирмиран-паша (1809 год), главнокомандующий египетской армии во время кампании в Аравии (1811—1816 годы), визирь и трехбунчужный паша (1813 год), губернатор Джидды и Хабеша (1813—1816 годы).

## Биография
В августе 1805 года Тусун вместе с братом Ибрагимом прибыл в Египет, где власть захватил их отец Мухаммед Али-паша, ставший первым хедивом (вали) Египта.
Летом 1811 года египетский правитель Мухаммед Али-паша организовал большую военную экспедицию в Аравию против усиливающегося ваххабитского государства Саудитов.
Во главе египетской армии был вали Мухаммед Али-паша поставил своего старшего сына и наследника Тусун-пашу. Ему было в то время 16-18 лет.
Египетская армия состояла из турецких, албанских и магрибских наёмников, имела неплохое вооружение и артиллерию. Многие египетские командиры имели опыт войны с французами и англичанами и познакомились с европейской военной тактикой.
В августе 1811 года египетская пехота отплыла морем в Хиджаз с целью захватить порт Янбу, а конница под командованием Тусун-паши выступила в поход из Египта сухим путём. Тусун-паша только формально находился во главе экспедиции, а фактически военными действиями руководил его военный советник и один из лучших военачальников Мухаммеда Али — Ахмед-ага, прозванный Бонапартом.
В октябре египетский десант с моря захватил аравийский порт Янбу. Небольшой отряд, стоявший в городе и подчинявшийся шерифу Мекки, практически не оказал сопротивления. «Солдаты разграбили все, что нашли в Янбо из товаров, денег, тканей, кофе, обесчестили женщин и девушек, живших в порту, захватили их в качестве пленниц и торговали ими, продавая друг другу». Такое поведение солдат вряд ли могло вызвать благожелательное отношение к ним местных жителей. Янбу стал плацдармом египетской армии для дальнейшего наступления в глубь Аравии.
В ноябре 1811 года в Янбу прибыл главнокомандующий Тусун-паша с египетской конницей (более 14 тыс. чел.). Он провёл несколько недель в городе и, получив подкрепление из Египта, двинулся в поход на город Медину.
Дирийский эмир Сауд ибн Абдул-Азиз узнал в военных приготовлениях Мухаммеда Али-паши через своих шпионов в Каире. Когда Тусун занял Янбу, Сауд собрал свои силы и отправил их в Хиджаз во главе со своим старшим сыном Абдаллахом. 18-тысячное войско ваххабитов заняло позиции у вади Эс-Сафра, на полпути между Янбу и Мединой.
В декабре 1811 года произошло решающее сражение. 8-тысячная египетская армия в горном проходе у вади Эс-Сафра попала под удары превосходящих сил ваххабитов. Египетская армия обратилась в бегство. Несмотря на личную храбрость Тусуна, египтяне были разбиты и потеряли более половины своих сил. С остатками своей армии Тусун-паша отступил в порт Янбу.
Несмотря на первую неудачу, египетский паша Мухаммед Али продолжил военную кампанию в Аравии. Многие бедуинские вожди были подкуплены. В Янбу поступали новые подкрепления и военное снаряжение. Большими подарками Тусун-паша привлек на свою сторону вождей некоторых местных племен — джухайна и харб.
Осенью 1812 года Тусун во главе большой армии выступил из Янбу по направлению на Медину. В октябре египтяне подошли к городу, не встретив по пути сопротивления. Город защищал 7-тысячный гарнизон ваххабитов.
После артиллерийского обстрела гарнизон Медина капитулировала. Ваххабитский гарнизон укрылся в городской крепости, но через три недели, в ноябре, вынужден был сдаться из-за голода. Тусун-паша пообещал сдавшимся ваххабитам беспрепятственную эвакуацию на почётных условиях. По сообщению Ф. Манжена, египетские солдаты вели себя благородно, но И. Буркхардт, лучше знакомый с ходом кампании, сообщал, что по дороге солдаты Тусуна убили или ограбили большинство ваххабитов. В Каир было послано «4 тысячи ушей, отрезанных у ваххабитян, кои уповательно будут отправлены в Константинополь».
Мекканский шериф Халиб ибн Мусаид, несмотря на свою лояльность к Саудидам, вступил в тайные переговоры с египетским вали и готовил к сдаче Мекку и Джидду. В январе 1813 года небольшой египетский паша без боя занял Джидду. Абдаллах ибн Сауд, опасаясь предательства со стороны шерифа Халиба, вывел из Мекки ваххабитский гарнизон и отступил со своим войском в Эль-Хурму. Через несколько дней Мекка и Эт-Таиф сдались без боя Тусуну. Мекканский шериф Халиб ибн Мусаид, а вслед за ним хиджазские кочевые племена заявили о верность Мухаммеду Али-паше.
Египетские войска заняли Хиджаз практически без серьёзных военных усилий. Хиджазцы враждебно относились к дирийским эмирам и насаждаемому ими ваххабизму. Многие вожди арабских племен получили богатые подарки от Тусуна. Мекканский шериф Халиб ибн Мусаид также перешёл на каирского паши.
По случаю взятия священных городов в Каире были устроены пышные празднества с пушечным салютом и фейерверком. Посланник Мухаммеда Али-паши отправился в Стамбул с ключами от Мекки, Медины и Джидды. Османский султан назначил Тусуна трехбунчужным пашой. Мухаммеду Али и шерифу Галибу были отправлены от султана дорогие подарки.
Весной и летом 1813 года ваххабиты совершали успешные набеги на Хиджаз. Сам дирийский эмир Сауд ибн Абдул-Азиз с войском появился под Мединой, но не смог взять город. Противник совершал нападения на египетские отряды почти под стенами Мекки и Джидды. Ваххабиты и местные жители отбросили отряды Тусуна, направленные им для захвата оазиса Тураба, нанеся большие потери египтянам. Также неудачно завершилась экспедиция из Медина в сторону Эль-Ханакаи.
Египетская экспедиционная армия теряла больше солдат от усталости, жары и болезней, вызванных плохой водой и плохим питанием, чем в результате боев. По данным Ф. Манжена, армия каирского паши потеряла за время кампании уже 8 тыс. человек и 25 тыс. верблюдов. Падеж верховых и вьючных животных лишал египтян возможности манёвра, дальних походов, своевременного подвоза снаряжения, продовольствия и боеприпасов. Бедуины, которые начали разочаровываться в египетском паше, неохотно сотрудничали с его войсками.
Осенью 1813 года в египетский плен попал крупный ваххабитский военачальник Осман аль-Муждайфи. Он разбит под Эт-Таифом, был взят в плен и отправлен из Джидды в Каир, а затем в Стамбул, где его казнили.
Осенью того же года сам египетский вали Мухаммед Али-паша во главе новых сил отправился в Аравию и прибыл в Джидду, где был встречен мекканским шерифом Халибом. Вместе они прибыли в Меку. В конце года Мухаммед Али приказал арестовать шерифа Халиба и вместе с семьей выслал его в Каир. На его место паша посадил своего ставленника — Яхью ибн Сурура (1813—1827), родственника Галиба, и конфисковал в свою пользу собственность прежнего шерифа.
В конце 1813 — начале 1814 годов египетские войска потерпели поражение под Турабой и Кунфудой. Хиджазская кочевая знать стала переходить на сторону ваххабитов.
В мае 1814 года скончался дирийский эмир Сауд ибн Абдул-Азиз, ему наследовал старший сын Абдаллах I ибн Сауд (1814—1818), продолживший сопротивление египетской армии. Ко времени смерти Сауда весь Хиджаз, Оман, Бахрейн, часть Тихамы были потеряны.
В январе 1815 года египетские войска в союзе с хиджазскими бедуинами разбили в битве у Басальи, в окрестностях Турабы, ваххабитское войско под командованием принца Фейсала, брата эмира Абдаллаха. За каждую голову убитого противника Мухаммед Али платил 6 талеров. Паша отпраздновал победу, казнив в Мекке сотни пленных. Потери ваххабитов составили несколько тысяч человек.
Египетскими войсками были взяты Тураба, Раньа и Бита. Египтяне вышли к побережью Красного моря и овладели Кунфудой. Ваххабиты были разбиты в Асире и в стратегически важных районах между Хиджазом, Недждом и Асиром. Мухаммед Али-паша из Кунфуды прибыл в Медину, откуда через несколько месяцев вернулся в Египет.
После возвращения Мухаммеда Али в Египет его сын Тусун-паша вновь взял на себя командование египетскими войсками. Тусун с войском двинулся в поход на Касим, но при появлении эмира Абдаллаха с большими силами повернул обратно. Но в Касиме уже зрело недовольство властью ваххабитов. Знать Эр-Расса вступила в контакт с Тусуном и пообещала ему свою помощь. Тусун-паша с небольшим войском вторично выступил в Касиму и занял Эр-Рассу. Он разрушил часть укреплений, обложил население налогами и стал лагерем недалеко от города, обеспечивая снабжение армии продовольствием за счёт местных жителей. Эмир Абдаллах со своим войском стоял в Анайзе. Ваххабиты совершали вылазки в сторону Эр-Расса и перехватывали часть караванов, шедших из Медины. Крупный египетский отряд попал в засаду ваххабитов и был уничтожен. Военные действия продолжались с переменным успехом до лета 1815 года.
Положение небольшого войска Тусун-паши в Касиме стало отчаянным. Однако обе стороны желали мира. Тусун-паша и Абдаллах ибн Сауд заключили перемирие, по условиям которого военные действия прекращались. Тусун с египетским войском покинул провинцию Касим и отказался от вмешательств в дела Неджда.
После отступления Тусуна дирийский эмир Абдаллах ибн Сауд стал смещать касимских эмиров, которые проявили колебания во время пребывания египетских войск или же прямо сотрудничали с Тусуном. Абдаллах собрал большое войско и начала карательные походы против изменивших ему племен харб и мугайр.
Действия Абдаллаха вызывали недовольство в Касиме, не говоря уже о кочевниках, и Мухаммеду Али были направлены жалобы. В своей переписке с Абдаллахом египетский вали и его сын Тусун постоянно говорили о нарушениях ваххабитами условий договора.
После заключения перемирия с ваххабитами Тусун-паша вернулся в Каир, где через год скончался от чумы. Новым главнокомандующим египетской армии в Аравии был назначен его сводный брат Ибрагим-паша.

## Семья и дети
Имел трёх жён, от которых у него было 2 сына и 3 дочери:
- Аббас (1813—1854; мать — Бамба Ханум), родившийся во время отцовской экспедиции в аравийском городе Джидда, стал третьим хедивом Египта (1848—1854).
- Осман-бей (ум. 1815)
- Хадиджа Ханум (ум. 1817)
- Зука Ханум (ум. 1817)
- Аиша Ханум (ум. 1817)

## Память
В 1830-1848 годах египетский вали Мухаммед Али-паша в память о своём старшем сыне Тусуне построил в Каире Алебастровую мечеть.